# Karl Mayrhofer (Mediziner)
Karl Mayrhofer (auch Carl Mayrhofer; * 2. Juni 1837 in Steyr; † 3. Juni 1882 in Franzensbad) war ein österreichischer Gynäkologe und Hochschullehrer.

## Leben
Mayrhofer war der Sohn des Arztes und Fachschriftstellers Karl Wilhelm Mayrhofer. Er absolvierte das Stiftsgymnasium Kremsmünster, studierte an der Universität Wien Medizin und wurde 1860 zum Dr. med. promoviert. Anschließend kam er zu seiner weiteren Ausbildung zum Chirurgen Franz Schuh an das Allgemeine Krankenhaus der Stadt Wien, dann als Assistent an die ophthalmiatrische Klinik zu Ferdinand Arlt und schließlich an die geburtshilflich-gynäkologische Klinik zu Carl Braun, unter dem er sich als Assistent vollständig der Gynäkologie zuwandte und über acht Jahre dort verblieb.
Mayrhofer habilitierte sich 1870 an der Medizinischen Fakultät der Wiener Universität, an der er fortan als Privatdozent lehrte. 1875 erhielt er die Stellung als außerordentlicher Professor der Geburtshilfe und Gynäkologie. Er litt seit seiner Zeit als Assistent an Bluthusten und musste in der Folgezeit mehrere berufliche und familiäre Schicksalsschläge hinnehmen. Er entschied sich in der Folge 1878 nach Russland auszuwandern und ließ sich in Tiflis nieder. Innerhalb kurzer Zeit erarbeitete er sich dort einen Ruf als hervorragender Gynäkologe. Er entschied sich deshalb nach St. Petersburg umzuziehen, um dort eine Stelle als Arzt an einer Klinik zu erlangen. Dieser Versuch scheiterte allerdings, sodass er 1879 nach Wien zurückkehrte. Dort widmete er sich für die folgenden zwei Jahre hauptsächlich der Tätigkeit als Fachschriftsteller.
Mayrhofer ging aus gesundheitlichen Gründen 1881 nach Franzensbad und ließ sich dort als praktischer Arzt nieder. Allerdings verschlechterte sich sein Gesundheitszustand weiter, sodass er im Winter 1881/1882 bettlägerig wurde und kurz darauf starb.

## Werke (Auswahl)
- Eine Beobachtung zur näheren Kenntniss der Wirkung eines gesteigerten intracolären Druckes. In: Zeitschrift der Gesellschaft der Ärzte zu Wien, 16. Jahrgang (1860), Nr. 47.
- Untersuchungen ueber Aetiologie der Puerperalprocesse. In: Medizinische Jahrbücher des k. k. österreichischen Staates, 1863.
- Sterilität, Entwicklungsfehler und Entzündungen des Uterus. In: Theodor Billroth/Franz von Pitha: Handbuch der allgemeinen und speciellen Chirurgie, Enke, Stuttgart 1879.